# Хакара
Хакара (шп. jácara) је кратка драмска подврста сатиричног карактера која се приказивала између два чина нове комедије шпанског Златног века.
Пре него што је почела да се приказује у оквиру комедија, хакара је већ постојала у оквиру романси.
Ликови који су се појављивали у тим кратким комадима били су преступници, лопови, пикари и уопште ликови из света подземља. Карактерише се по оштром хумору и жаргону простог и необразованог света, и који је често садржао друштвену критику.
Међу писцима који су неговали ову драмску врсту били су Калдерон де ла Барка и Франсиско Кеведо.